# Le Temps des doryphores
Pour plus de détails, voir Fiche technique et Distribution.
Le Temps des doryphores est un film documentaire français réalisé par Dominique Rémy et Jacques de Launay, sorti en 1967.

## Synopsis
La vie des Français sous l'occupation allemande de 1940 à 1944, vue à partir des archives cinématographiques.

## Fiche technique
- Titre : Le Temps des doryphores
- Réalisation : Dominique Rémy et Jacques de Launay
- Commentaire : Yvan Audouard, dit par François Périer
- Montage : Andrée Davanture et Gisèle Chezeau
- Son : Maurice Laroche
- Producteur : Les Actualités Françaises
- Pays d'origine :  France
- Durée : 90 minutes
- Date de sortie : France - 8 novembre 1967